# U-25 (tàu ngầm Đức) (1936)
U-25 là một trong số hai tàu ngầm đi biển Type IA được Hải quân Đức Quốc Xã chế tạo trước Chiến tranh Thế giới thứ hai. Được đóng bởi xưởng tàu DeSchiMAG AG Weser tại Bremen, U-25 đi vào hoạt động năm 1936. Nó có lịch sử hoạt động ngắn nhưng rất thành công trong Thế Chiến II, đánh chìm được tám tàu buôn với tổng tải trọng 50.255 tấn, và gây hư hại cho một chiếc khác trước khi bị mất do trúng thủy lôi ngoài khơi Na Uy vào tháng 8, 1940.

## Thiết kế và chế tạo
Lớp Type IA này là nỗ lực đầu tiên của Hải quân Đức Quốc Xã sau Thế Chiến I nhằm chế tạo một kiểu tàu ngầm đi biển. Chúng có trọng lượng choán nước 862 t (848 tấn Anh) khi nổi và 982 t (966 tấn Anh) khi lặn); và với hai động cơ diesel-điện được trang bị, chúng đạt được tốc độ 18 hải lý trên giờ (33 km/h; 21 mph) trên mặt nước và 8,3 hải lý trên giờ (15,4 km/h; 9,6 mph) khi lặn, với tầm hoạt động tối đa 7.900 nmi (14.600 km; 9.100 mi) khi đi tốc độ đường trường 10 hải lý trên giờ (19 km/h; 12 mph). Vũ khí trang bị bao gồm sáu ống phóng ngư lôi 53,3 cm (21 in), gồm 4 trước mũi và 2 phía đuôi, với tổng cộng 22 quả ngư lôi. Một hải pháo 10,5 cm (4,1 in) SK C/32 cũng được trang bị trên boong tàu.
U-25 được đặt hàng tại xưởng tàu DeSchiMAG AG Weser tại Bremen vào ngày 17 tháng 12, 1934. Nó được đặt lườn vào ngày 28 tháng 6, 1935. Nó được hạ thủy vào ngày 14 tháng 2, 1936, và nhập biên chế cùng Hải quân Đức Quốc Xã vào ngày 6 tháng 4, 1936, dưới quyền chỉ huy của Hạm trưởng, Thiếu tá Hải quân Eberhard Friedrich Clemens Godt.

## Lịch sử hoạt động
Cho đến năm 1940, U-25 chủ yếu được sử dụng như một tàu huấn luyện. Trong quá trình chạy thử máy, nó được cho là khó điều khiển, có độ ổn định kém và tốc độ lặn chậm. Khi Chiến tranh Thế giới thứ hai bùng nổ, do tình trạng thiếu hụt tàu ngầm hoạt động, con tàu được huy động làm nhiệm vụ tác chiến. Nó đã thực hiện tổng cộng tám chuyến tuần tra, đánh chìm năm tàu buôn có tổng tải trọng 50.255 GRT và gây hư hại cho một tàu buôn khác.
Vào khoảng ngày 2 tháng 8, 1940, U-25 đi nhầm vào Bãi mìn số 7 do các tàu khu trục Anh HMS Express (H61), HMS Esk (H15), HMS Icarus (D03) và HMS Impulsive (D11) rải. U-25 trúng thủy lôi và đắm tại tọa độ 54°14′B 5°7′Đ / 54,233°B 5,117°Đ với tổn thất nhân mạng toàn bộ 49 thành viên thủy thủ đoàn trên tàu.

### Các "Bầy sói" từng tham gia
U-25 từng tham gia "Bầy sói":
- Prien (12 đến 17 tháng 6, 1940)

### Tóm tắt chiến công
U-25 đã đánh chìm tám tàu buôn với tổng tải trọng 50.255 gross register tons (GRT) và gây hư hại cho một chiếc khác tải trọng 7.638 GRT:
| Ngày              | Tên tàu        | Quốc tịch              | Tải trọng | Số phận      |
| ----------------- | -------------- | ---------------------- | --------- | ------------ |
| 31 tháng 10, 1939 | Baoulé         | Pháp                   | 5.874     | Bị đánh chìm |
| 17 tháng 1, 1940  | Enid           | Na Uy                  | 1.140     | Bị đánh chìm |
| 17 tháng 1, 1940  | Polzella       | Anh Quốc               | 4.751     | Bị đánh chìm |
| 18 tháng 1, 1940  | Pajala         | Thụy Điển              | 6.873     | Bị đánh chìm |
| 22 tháng 1, 1940  | Songa          | Na Uy                  | 2.589     | Bị đánh chìm |
| 3 tháng 2, 1940   | Armanistan     | Anh Quốc               | 6.805     | Bị đánh chìm |
| 13 tháng 2, 1940  | Chastine Mærsk | Đan Mạch               | 5.177     | Bị đánh chìm |
| 13 tháng 6, 1940  | HMS Scotstoun  | Hải quân Hoàng gia Anh | 17.046    | Bị đánh chìm |
| 19 tháng 6, 1940  | Brumaire       | Pháp                   | 7.638     | Hư hại       |